# Mțheta

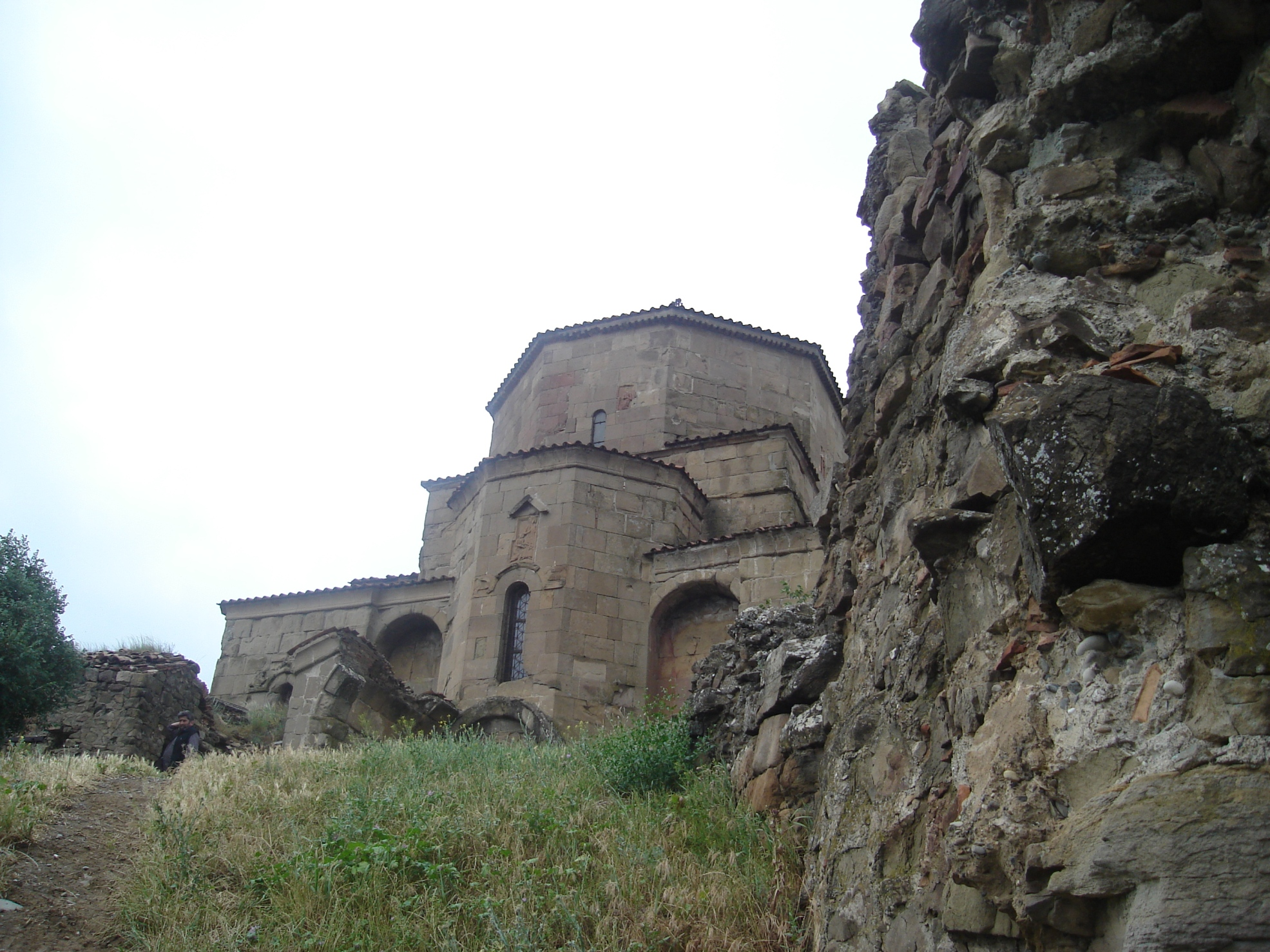
Mtskheta
(Mănăstirea Jvari)

Mtskheta este un oraș în Georgia.

## Patrimoniu mondial UNESCO
Bisericile vechi din Mtskheta au fost înscrise în anul 1994 pe lista patrimoniului mondial UNESCO.